# Dragon Spacecraft Qualification Unit
A Dragon Spacecraft Qualification Unit (Dragon C100) era uma versão simulador de massa da espaçonave Dragon fabricada pela SpaceX. Após usá-lo para testes no solo para avaliar a forma e a massa do Dragon em vários testes, a SpaceX lançou-o na órbita terrestre baixa no lançamento inaugural do foguete Falcon 9, em 4 de junho de 2010. A SpaceX usou o lançamento para avaliar as condições aerodinâmicas da espaçonave e o desempenho do foguete em um cenário de lançamento do mundo real, à frente dos lançamentos do Dragon para a NASA no âmbito do programa Commercial Orbital Transportation Services. A espaçonave orbitou a Terra mais de 300 vezes antes de sair da órbita e reentrar na atmosfera em 27 de junho.

## Atrasos
Em setembro de 2009, o lançamento estava programado para ocorrer antes de 29 de novembro de 2009, no entanto, o lançamento foi posteriormente adiado mais dez vezes, para datas de lançamento em fevereiro, março, abril, maio e junho de 2010, por vários motivos, incluindo encontrar uma data de lançamento em aberto, aprovações e novos testes. A data de lançamento foi finalmente definida para 4 de junho de 2010.

## Processamento
Em 16 de outubro de 2009, nove motores Merlin 1C do primeiro estágio do foguete Falcon 9 destinados a lançar o Dragon C100 foram testados na instalação de teste de motor de foguete da SpaceX em McGregor, Texas. Em 2 de janeiro de 2010, o segundo estágio do veículo Falcon 9 foi testado por toda a duração necessária para a inserção orbital, 345 segundos. No final de fevereiro, o veículo de lançamento foi montado e elevado à sua posição vertical na plataforma de lançamento no Complexo 40 de Lançamento Espacial de Cabo Canaveral (SLC-40), tendo sido lançado na plataforma de lançamento em 19 de fevereiro.
Em 13 de março de 2010, os motores do primeiro estágio foram submetidos com sucesso a um teste de fogo estático de 3.5 segundos, tendo falhado em uma tentativa no dia anterior.

## Lançamento

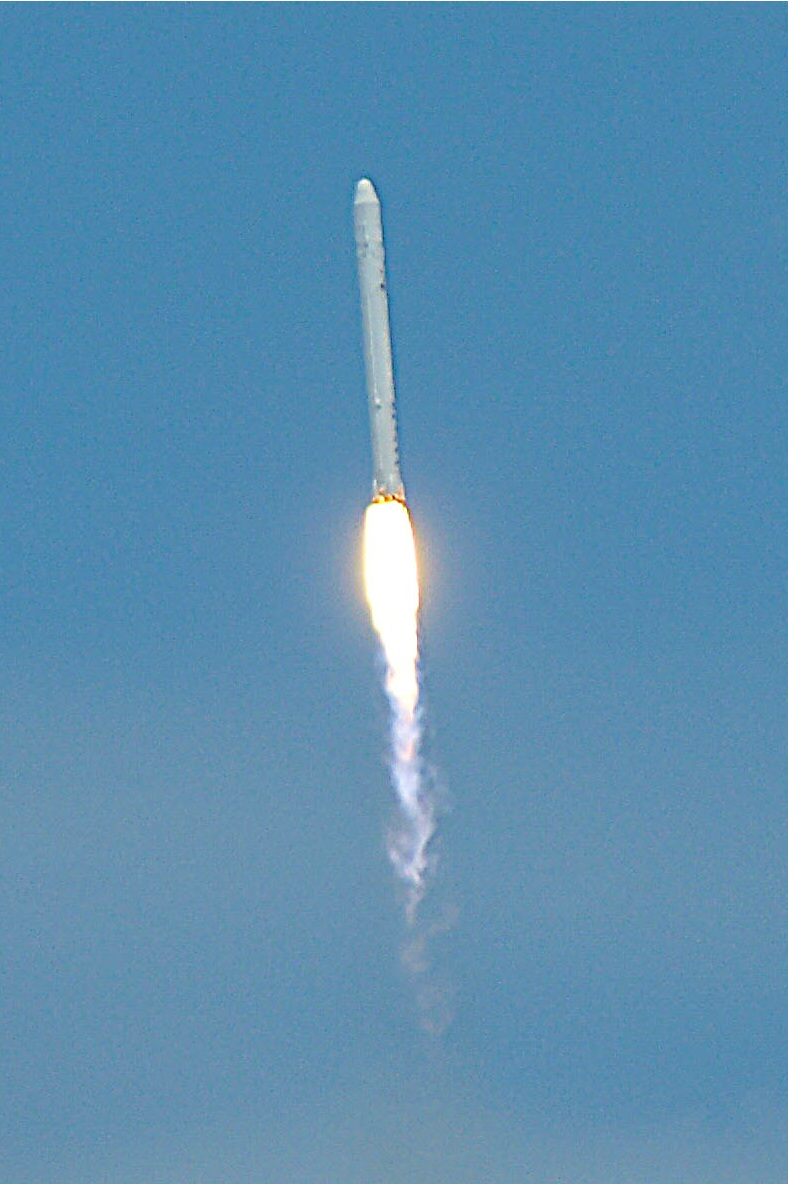
O simulador de massa Dragon é lançado a bordo do Falcon 9, 4 de junho de 2010

A SpaceX anunciou em setembro de 2009 que a Dragon Spacecraft Qualification Unit seria a carga útil para o primeiro lançamento do Falcon 9. Na época, o lançamento estava programado para ocorrer antes de novembro de 2009. A data de lançamento foi adiada várias vezes por vários motivos. A espaçonave foi lançada e entrou em órbita em 4 de junho de 2010.
A primeira tentativa de lançamento real visava uma janela de lançamento de quatro horas abrindo às 15:00 UTC (11 a.m. EDT) em 4 de junho de 2010, com a possibilidade de uma tentativa de lançamento no dia seguinte, caso o lançamento não ocorresse dentro a janela de 4 de junho. A primeira tentativa de lançar o foguete, às 17:30 UTC, foi abortada segundos antes da decolagem devido a um parâmetro do motor fora de alcance, que mais tarde se revelou um erro do sensor. O lançamento foi remarcado, com uma decolagem bem-sucedida ocorrendo uma hora e quinze minutos depois às 18:45 UTC (14:45 EDT). O veículo alcançou a órbita com sucesso, entrando em uma órbita de 250 km.
O foguete experimentou "um pouco de giro na decolagem", como disse Kenneth Bowersox da SpaceX. Este giro havia parado antes que a espaçonave atingisse o topo das torres de para-raios. Um problema separado envolveu um teste moderado e não corrigido no final do segundo estágio. O primeiro estágio, que é projetado para ser reutilizável, desintegrou-se durante a reentrada, antes que os paraquedas pudessem ser acionados.

## Órbita
Após o lançamento, a SpaceX deixou a Dragon Spacecraft Qualification Unit em órbita terrestre baixa, onde sua órbita foi deixada decair e reentrar na atmosfera por volta das 00:50 GMT em 27 de junho de 2010. A Dragon Spacecraft Qualification Unit permaneceu acoplada ao segundo estágio do foguete; unidades de produção separadas para manobras orbitais.
A SpaceX perdeu contato com a Dragon C100 e o segundo estágio do Falcon 9 logo após a órbita ser alcançada, já que as baterias de bordo foram projetadas para durar apenas o suficiente para serem lançadas. A entrada atmosférica aconteceu nas primeiras horas da manhã (UTC) em 27 de junho de 2010. Embora a localização exata seja incerta, acredita-se que tenha se desintegrado na Síria e no Iraque.

## Avistamentos de OVNIs
Por volta das 5h30, hora local, em 5 de junho de 2010, avistamentos de uma misteriosa luz "redemoinho do tipo pirulito" ou nuvem indo de oeste para leste foram relatados nos estados australianos de Nova Gales do Sul e Queensland, bem como no Território da Capital Australiana. Os avistamentos foram comparados ao lançamento do foguete russo RSM-56 Bulava, que gerou vídeos e imagens semelhantes do Ártico, conhecidos como anomalia espiral norueguesa de 2009; sugeriu-se que o objeto visível era o estágio superior ou a Dragon Spacecraft Qualification Unit lançada a bordo do Falcon 9 ou ambos.